# Tripteroides sylvestris
Tripteroides sylvestris är en tvåvingeart som först beskrevs av Theobald 1910.  Tripteroides sylvestris ingår i släktet Tripteroides och familjen stickmyggor. Inga underarter finns listade i Catalogue of Life.